# 히가시무라사키촌
히가시무라사키촌(東紫村)은 후쿠오카현 기쿠군에 있던 촌이다. 현재의 기타큐슈시 고쿠라미나미구의 일부에 해당한다.

## 역사
- 1889년 4월 1일 - 정촌제 시행에 의해 기쿠군 히가시무라사키촌이 성립하였다.
- 1907년 6월 1일 - 기쿠군 조노촌과 합병해, 기쿠촌이 신설하여 폐지되었다.

## 참고문헌
- 角川日本地名大辞典 40 福岡県
- 『市町村名変遷辞典』東京堂出版、1990年。